# Jimmy Destri
Jimmy Destri (született James Destri) (Brooklyn, New York, 1954. április 13. –) az amerikai Blondie rockegyüttes billentyűse, Debbie Harry és Chris Stein mellett az együttes vezető dalszerzője. 2004-ben ugyan nem folytatta a turnézást a Blondie-val, a mai napig hivatalos tag maradt. 1981-ben megjelentetett egy szóló albumot Heart on a Wall címen.
A nővére, Donna Destri háttérvokálozott a Living in the Real World című Blondie-dalban.
Miután 1982-ben a Blondie feloszlott, Destri alapított egy céget, amely öreg épületek felújításával, értékesítésével foglalkozott. Ezen felül producerként tevékenykedett, és remixeket készített például Prince és az INXS dalaiból.